# Superettan de 2014

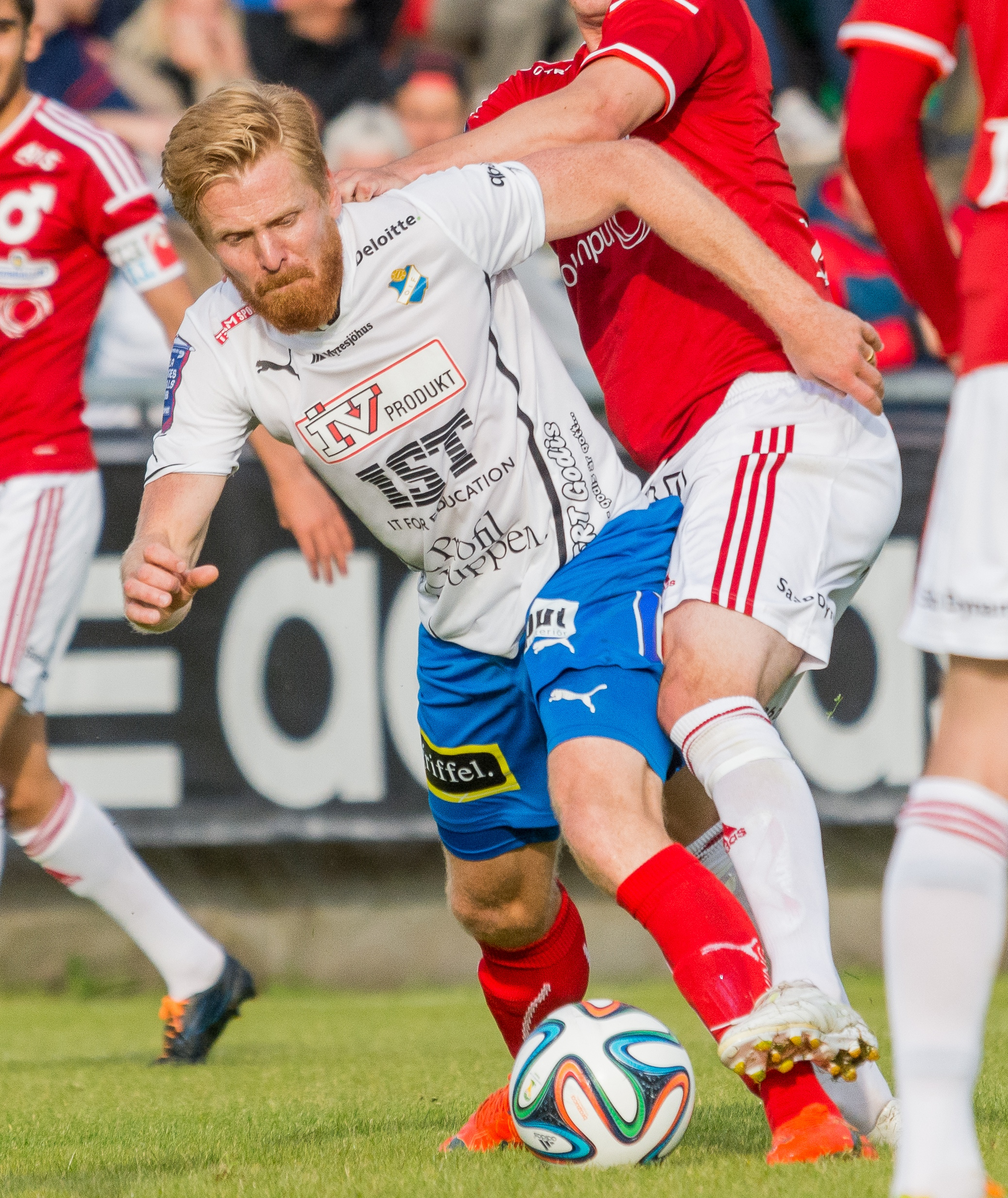
Östers IF contra Degerfors IF

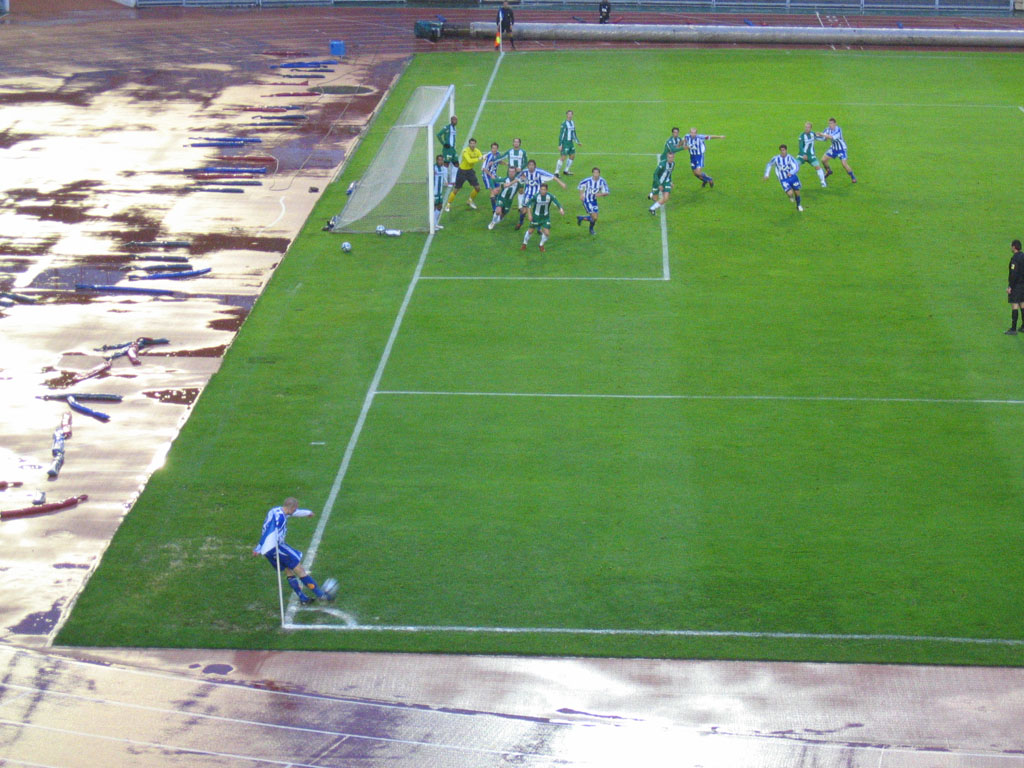
Hammarby IF

A Segunda Liga do Campeonato Sueco de Futebol da temporada 2014 - Superettan 2014 - começou em abril e acabou em novembro.

O campeão foi o Hammarby IF e o vice-campeão foi o GIF Sundsvall.

Estes dois clubes foram promovidos para o Allsvenskan - a divisão principal do futebol sueco.

Pelo contrário, o Husqvarna FF e o Landskrona BoIS foram despromovidos para a Divisão 1 - o terceiro escalão do futebol sueco.

## Campeão
| Superettan 2014     |
| Sweden              |
| ------------------- |
| Hammarby IF Campeão |

## Formato
O campeonato conta com a participação de 16 clubes, que jogam 30 rodadas, em jogos de turno e returno. Cada vitória vale 3 pontos, empate 1 ponto e derrota 0 pontos.

## Participantes
- Assyriska FF
- Degerfors IF
- GAIS
- GIF Sundsvall
- Hammarby IF
- Husqvarna FF
- IFK Värnamo
- IK Sirius
- Jönköpings Södra IF
- Landskrona BoIS
- Ljungskile SK
- Syrianska FC
- Varbergs BoIS FC
- Ängelholms FF
- Östers IF
- Östersunds FK